# Mantiphaga pseudocreobotrae
Mantiphaga pseudocreobotrae is een vliesvleugelig insect uit de familie Torymidae. De wetenschappelijke naam is voor het eerst geldig gepubliceerd in 1951 door Risbec.